# Stade Adrar
Stadion Adrar (z berberského: ⴰⴷⵔⴰⵔ, adrar v překladu: hory), je víceúčelový stadion v marockém Agádíru, který byl otevřen v roce 2013. Využívá se zejména k fotbalovým zápasům. Stadion má kapacitu 45 480 míst a měl sloužit k pořádání zápasů mistrovství světa ve fotbale v roce 2010, pokud by Maroko bylo vybráno jako hostitelská země. Na stadionu sídlí fotbalový klub Hassania Agádír, který tímto nahradil své staré hřiště Stade Al Inbiaâte. V prosinci 2013 hostil čtyři zápasy mistrovství světa klubů FIFA 2013 a byl jedním ze stadionů, které měly být využity pro Africký pohár národů 2015, ale kvůli zrušení pořadatelství Maroka z důvodu obav z epidemie Eboly se zde pohár neuskutečnil. Byl také jedním ze 14 stadionů, na kterých se Maroko ucházelo o pořádání mistrovství světa ve fotbale v roce 2026. Pokud by Maroko mistrovství světa získalo, konalo by se zde čtvrtfinále.
Stadion byl slavnostně otevřen 11. října 2013 přátelským zápasem mezi místním týmem Hassania Agadir a alžírským klubem JS Kabylie. První gól na stadionu vstřelil v 76. minutě zápasu Saad Lemti z týmu Hassania, domácí poté vyhráli 1:0.